# 阳谷邑城遗址
阳谷邑城遗址，位于山东省东平县旧县乡王古店村东1000米处的山坡地上，2010年列入第三批泰安市文物保护单位，2015年列入第五批山东省文物保护单位，登记名称“阳谷邑故城”。
遗址东西800米，南北900米，文化层分上下两层，下层为商周文化层，内含大量蚌片和陶片，上层为汉代文化层，内含有豆柄、豆盘等残陶器。
古阳谷邑地理位置重要，三面环山，西面临水，易守难攻，为当时的军事重镇。